# Torck (fabrikant)

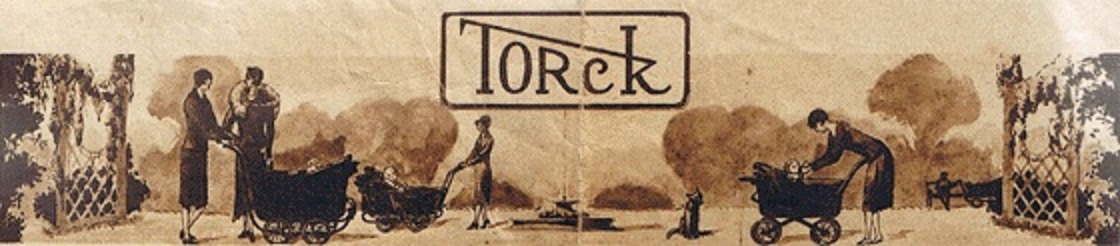
Oud promotiemateriaal.

Torck is een voormalig fabrikant van kinderwagens, meubels, trapauto's, kinderstoelen, looprekken, tuingarnituur, poppenwagens, driewielers en fietsen uit het Belgische Deinze. Deze stad aan de Leie was in de 20e eeuw een centrum voor de speelgoedindustrie en kende nadien nog verschillende gelijksoortige ondernemingen binnen zijn stadsmuren: La Carrosserie Enfantine-Periclès (1888), Stilt Bird (1892), Puls-Bovie (1898), Swan (1910), l’Américaine (1924), Forbel (1925), La Parfaite (1927), Souplex I (1928) en Souplex II (1965).

## Wisselend succes
Torck werd opgericht in 1887 door Leon Van Heuverswyn en Eugène Hebbelinck. Vanaf 1908 was het eigendom van Victor Kluyskens, om in 1911 in handen te komen van Paul Hautekeete (1877-1948) en Emile Torck (1875-1945). Vanaf 1927 werd het de nv Les Usines Torck. Robert Torck nam de firma over, en later zijn zoon Emile tot in 1971. De fabriek was gevestigd in de Ommegangstraat en telde op zijn hoogtepunt bijna duizend werknemers. In het Nederlandse Rotterdam en in het Duitse Köln vestigde Torck eveneens montagebedrijven waar ook nog eens tot 500 arbeiders tewerkgesteld werden.
Vanaf de jaren 60 ging het minder goed door de opkomst van nieuwe materialen en concurrentie uit het buitenland. Hout en metaal werden vervangen door plastiek, men poogde dit aanvankelijk op te vangen door de invoer van elders geproduceerde wagens en die te voorzien van het label Torck. Ondanks alle inspanningen ging het bedrijf failliet in 1971. De terreinen worden heden gedeeltelijk gebruikt door speelgoedhandel Beeusaert, andere delen werden door andere bedrijven aangekocht.
Deze oude gebruiksvoorwerpen zijn ondertussen collector items geworden voor verzamelaars. Enkele onder hen maakten er zelf een virtuele tentoonstelling van op het internet, met uitbreiding op tijdelijke tentoonstellingen.
De familie Torck lag in 1926 mee de basis van de stichting van de huidige voetbalclub KMSK Deinze. Bij haar ontstaan werd Emile Torck aangesteld als voorzitter. In 1932 werd hij opgevolgd door zijn zoon Georges Torck, die aanbleef tot 1988.
Tijdens de jaren 50 en 60 organiseerde de firma Torck, samen met de firma Apollinaris, de beroemde publicitaire strandspelen "De Koningen der Baan/Les Rois du Volant" aan de Belgische Kust.